# Suity pro sólové violoncello

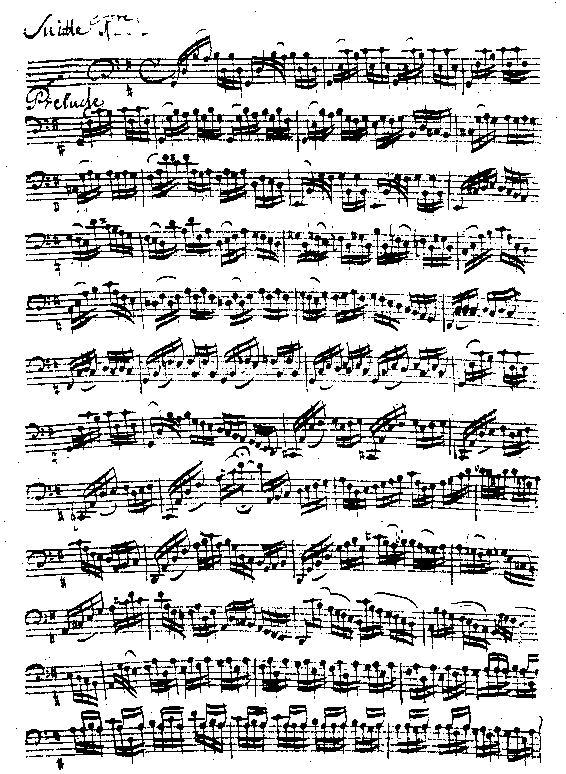
Začátek první suity v rukopise Anny Magdaleny Bachové

Suity pro sólové violoncello německého skladatele Johanna Sebastiana Bacha je cyklus šesti skladeb pro sólový smyčcový nástroj, jenž byl vytvořen pravděpodobně kolem roku 1720 v Köthenu. První suita (BWV 1007) je psána v tónině G dur, druhá (BWV 1008) v d moll, třetí (BWV 1009) v C dur, čtvrtá (BWV 1010) v Es dur, pátá (BWV 1011) v c moll a šestá (BWV 1012) v D dur. Pátá suita existuje i ve verzi pro loutnu (BWV 995).
Bach standardní formu suity (allemanda – courante – sarabanda – gigue) v tomto díle rozšířil o úvodní předehru (preludium) a navíc mezi sarabandu a gigue vkládal ještě takzvanou galanterii, taneční větu v uspořádání A B A. V prvních dvou suitách jsou galanteriemi menuety, v dalších dvou autor použil bourrée a v posledních dvou suitách tvoří galanterii gavoty. Struktura Bachových violoncellových suit tedy vypadá takto:
- Prélude
- Allemande
- Courante
- Sarabande
- Galanterie I – Galanterie II – Galanterie I da capo
- Gigue

Provedení každé následující suity zabere víc času než předchozí. Například na nahrávce, kterou pořídil Heinrich Schiff, je trvání suit následující: I. 14:49, II. 18:17, III. 20:46, IV. 21:05, V. 21:55, VI. 26:24; celkem tedy více než 123 minut hudby.
Suity se dochovaly ve třech dobových rukopisech, jeden pochází z pera Anny Magdaleny Bachové, další dva od Bachových žáků. Dlouho byly považovány spíše za technicky náročnou instruktivní literaturu, než za díla vhodná ke koncertnímu provedení. Tento pohled změnil až na počátku 20. století Pablo Casals, který suity veřejně hrál a později pořídil i jejich nahrávku. Od té doby jsou běžnou součástí koncertního repertoáru violoncellistů.

## Ukázka hudby
- První suita pro sólové violoncello (BWV 1007) v provedení Johna Michela  Preludium -  Allemanda -  Courante -  Sarabanda -  Menuety -  Gigue